# Giobbe di Alessandria
Giobbe di Alessandria (fl. X secolo) è stato patriarca greco-ortodosso di Alessandria dal 954 al 960. Oltre queste informazioni, nulla si conosce del suo patriarcato.